# Jamison Crowder
Jamison Wesley Crowder (Monroe, 17 giugno 1993) è un giocatore di football americano statunitense che milita nel ruolo di wide receiver per i Washington Commanders della National Football League (NFL).

## Carriera

### Washington Redskins
Dopo avere giocato al college a football a Duke, Crowder fu scelto nel corso del quarto giro (105º assoluto) del Draft NFL 2015 dai Washington Redskins. Debuttò come professionista subentrando nella gara del primo turno contro i Miami Dolphins. Il suo primo touchdown lo ricevette dal quarterback Kirk Cousins nella vittoria del decimo turno contro i Saints. La sua stagione da rookie si concluse con 604 yard ricevute e 2 touchdown disputando tutte le 16 partite, 6 delle quali come titolare.

### New York Jets
Nel 2019 Crowder firmò con i New York Jets.

### Buffalo Bills
Il 22 marzo 2022 Crowder firmò con i Buffalo Bills un contratto di un anno. Nel quarto turno si infortunò a una caviglia e fu inserito in lista infortunati l'8 ottobre 2022.

### New York Giants
Il 23 marzo 2023 Crowder firmò con i New York Giants. Fu svincolato il 29 agosto.

### Washington Commanders
Il 6 settembre 2023 Crowder firmò con la squadra di allenamento dei Washington Commanders. Fu promosso nel roster attivo cinque giorni dopo. Nel sesto turno fu premiato come miglior giocatore degli special team della NFC della settimana in cui ritornò un unico punt per 61 yard, un'azione risultata decisiva al fine della vittoria finale della sua squadra contro gli Atlanta Falcons.
Nella settimana 16 della stagione 2024, Crowder ricevette dal quarterback Jayden Daniels il touchdown della vittoria che interruppe una striscia di dieci successi consecutivi dei Philadelphia Eagles.